# Моховское сельское поселение (Кемеровская область)
Мо́ховское се́льское поселе́ние — упразднённое муниципальное образование в составе Беловского района Кемеровской области. Административный центр — село Мохово.
С 1 июня 2021 года упразднено в связи с преобразованием муниципального района в муниципальный округ.

## История
Моховское сельское поселение образовано 17 декабря 2004 года в соответствии с Законом Кемеровской области № 104-ОЗ.
4 апреля 2013 года в соответствии с Законом Кемеровской области № 42-ОЗ в состав Моховского сельского поселения вошло бывшее Коневское сельское поселение.

## Население
| 2010  | 2011  | 2012  | 2013  | 2014  | 2015  | 2016  |
| ----- | ----- | ----- | ----- | ----- | ----- | ----- |
| 2184  | ↘2183 | ↘2129 | ↘2070 | ↗4263 | ↗4280 | ↘4254 |
| 2017  | 2018  | 2019  | 2020  | 2021  |       |       |
| ↘4217 | ↘4167 | ↘4073 | ↘3998 | ↘3824 |       |       |

## Состав сельского поселения
В состав сельского поселения входят 8 населённых пунктов:
| № | Населённый пункт | Тип населённого пункта       | Население |
| - | ---------------- | ---------------------------- | --------- |
| 1 | Ивановка         | деревня                      | 588       |
| 2 | Калиновка        | деревня                      | 152       |
| 3 | Конево           | село                         | 320       |
| 4 | Мереть           | посёлок при станции          | 179       |
| 5 | Мохово           | село, административный центр | ↘2070     |
| 6 | Новороссийка     | деревня                      | 258       |
| 7 | Проектная        | посёлок при станции          | 242       |
| 8 | Убинский         | посёлок                      | 567       |